# Aéroport de Moosonee
L'aéroport de Moosonee, (code IATA : YMO • code OACI : CYMO), est situé près de la communauté de Moosonee, en Ontario, au Canada,.
Il a ouvert en 1970.

## Compagnie aérienne et destinations
| Compagnies       | Destinations                                                      |
| ---------------- | ----------------------------------------------------------------- |
| Air Creebec      | Attawapiskat, Fort Albany, Nation Kashechewan, Peawanuck, Timmins |
| North Star Air   | Attawapiskat, Fort Albany, Nation Kashechewan                     |
| Thunder Airlines | Attawapiskat, Fort Albany, Nation Kashechewan, Peawanuck, Timmins |

Édité le 12/04/2025